# U-11号潜艇 (奥匈帝国)
- 關於U-11号潜艇标题相近或相同的条目，請見「U-11號潛艇」。
- 關於UB-15号潜艇标题相近或相同的条目，請見「U-15號潛艇」。

陛下之11号潜艇或称U-XI号潜艇是奥匈帝国海军在第一次世界大战期间购置的U-10级潜艇的二号艇。它原是作为UB-I型潜艇在德意志帝国海军服役，战术编号使用UB-15号。该艇由不来梅的威悉船厂承建，竣工后的艇体被拆解成若干部分并通过铁路运输至奥匈帝国港口普拉进行重新组装并下水。1915年4月，它在德国海军麾下正式入役，并于6月击沉了一艘意大利潜艇。UB-15号于6月14日移交奥匈帝国，改以U-11号之名投入使用。1916年初，U-11号曾向一艘英国潜艇开火，但未能命中。战争结束后，U-11号作为战争赔款移交意大利，后于1920年在普拉拆解报废。

## 设计及建造
经过奥匈帝国与德国的长期谈判，德国于1915年3月决定向对方提供五艘UB-I型潜艇。这款艇型对奥匈帝国海军而言是相当熟悉的，因为德意志帝国海军的UB-3号、UB-8号和UB-9号均是在奥匈帝国的普拉海军基地完成重新组装。该国的第一艘同型艇于1915年4月4日购入，即作为“样品”的UB-1号。第二艘购入的U-11号（德国海军编号为UB-15号）则是自1914年11月9日在不来梅的威悉船厂开建，至1915年初竣工后被拆成多个部件，通过铁路运输到普拉再重新组装。U-11号的重组耗时不详，但参考1915年4月中旬从德国运来的姊妹艇UB-3号，组装时间应为两周左右。
U-11号是一艘供近岸使用的小型单壳体潜艇，水面及水下排水量分别为127吨和141吨。它配备有一台功率为44千瓦特（59匹軸馬力）的科尔庭四缸四冲程柴油发动机用于水面运行，以及一台89千瓦特（119匹軸馬力）的西门子-舒克特电动发电机用于水下航行，可分别提供最高7.45節（13.80每小時）的水面航速和最高6.24節（11.56每小時）的水下航速。其潜航深度为50米，额定船员编制为14名官兵。
U-11号内置有两具直径为450毫米的艇艏鱼雷发射管，并可装载两枚鱼雷。典型的德国UB-I型潜艇还额外装备有一挺8毫米MG08重机枪，但既有来源尚无法确定U-11号作为一艘前德国潜艇是否装备了这类机枪，若有又是否在奥匈帝国服役时保留了下来。1916年10月，U-11号又补充装备了一门66毫米18倍径炮。

## 服役历史
1915年4月11日，UB-15号在首任艇长、海军中尉海诺·冯·海姆堡的指挥下正式投入德意志帝国海军服役。一名奥匈帝国海军军官也被派驻该艇进行引航和训练。6月10日，UB-15号在亚得里亚海北部的皮亚韦基亚港附近击沉了排水量为245吨的意大利潜艇美杜莎号。与所有UB-I型和U-10级潜艇一样，UB-15号配备了补偿水柜，旨在充填和抵消770千克重的鱼雷在发射时的重量损失。然而，它们并不总是能正常发挥作用；当从潜望镜的深度射击时，潜艇可能会在发射后突然横转，或倘若承受了太多的重量则会骤沉。当UB-15号施射鱼雷击沉美杜莎号时，水柜便未能妥善补偿，迫使全体船员跑到艇艉以抵消纵倾不平衡。
一周后，即1915年6月18日，德意志帝国海军正式将UB-15号移交给奥匈帝国海军，并在海军上尉吕德维希·埃贝尔哈特的指挥下入役，成为U-11号。U-11号则一直保留德国船员至1916年6月18日，才全数被奥国人所取代。1916年初，U-11号曾试图在阜姆湾袭击英国潜艇B8号，但未获成功。1月20日，它又在阿尔巴尼亚海岸附近缴获了容积总吨达10484吨的意大利医疗船费迪南多·帕拉西亚诺号，并带回卡塔罗。战争结束后，U-11号作为战争赔款移交意大利，后于1920年在普拉拆解报废。

## 袭击历史摘要
| 日期          | 船名                  | 船籍           | 吨位  | 结局       |
| ------------- | --------------------- | -------------- | ----- | ---------- |
| 1915年6月10日 | 美杜莎号              | 意大利皇家海军 | 245   | 击沉       |
| 1916年1月20日 | 费迪南多·帕拉西亚诺号 | 義大利王國     | 10484 | 缴作战利品 |

## 脚注
1. 1 2  Stern，第193頁.
2. 1 2  Helgason, Guðmundur. . German and Austrian U-boats of World War I - Kaiserliche Marine - Uboat.net.   [14 April 2009].
3. ↑  Helgason, Guðmundur. . German and Austrian U-boats of World War I - Kaiserliche Marine - Uboat.net.   [2008-11-04].
4. 1 2  Freivogel，第10頁.
5. ↑  Helgason, Guðmundur. . German and Austrian U-boats of World War I - Kaiserliche Marine - Uboat.net.   [2008-11-04].
6. ↑  Helgason, Guðmundur. . German and Austrian U-boats of World War I - Kaiserliche Marine - Uboat.net.   [2022-03-12].
7. ↑  Helgason, Guðmundur. . German and Austrian U-boats of World War I - Kaiserliche Marine - Uboat.net.   [2022-01-26].
8. ↑  Helgason, Guðmundur. . German and Austrian U-boats of World War I - Kaiserliche Marine - Uboat.net.   [2022-03-12].
9. ↑  Helgason, Guðmundur. . German and Austrian U-boats of World War I - Kaiserliche Marine - Uboat.net.   [2022-03-12].
10. ↑  Helgason, Guðmundur. . German and Austrian U-boats of World War I - Kaiserliche Marine - Uboat.net.   [2022-03-12].
11. ↑  Helgason, Guðmundur. . German and Austrian U-boats of World War I - Kaiserliche Marine - Uboat.net.   [2022-03-12].
12. ↑  Helgason, Guðmundur. . German and Austrian U-boats of World War I - Kaiserliche Marine - Uboat.net.   [2022-03-12].
13. ↑  Helgason, Guðmundur. . German and Austrian U-boats of World War I - Kaiserliche Marine - Uboat.net.   [2022-03-12].
14. ↑  Helgason, Guðmundur. . German and Austrian U-boats of World War I - Kaiserliche Marine - Uboat.net.   [2022-03-12].
15. ↑  Helgason, Guðmundur. . German and Austrian U-boats of World War I - Kaiserliche Marine - Uboat.net.   [2022-03-12].
16. ↑  Gröner 1991，第49頁.
17. 1 2 3  Gardiner，第180頁.
18. ↑  . Gwpda.org.   [2010-02-09]. （原始内容存档于2018-10-18）.
19. ↑  Messimer，第126–127頁.
20. 1 2 3 4  Gardiner，第343頁.
21. ↑  Helgason, Guðmundur. . German and Austrian U-boats of World War I - Kaiserliche Marine - Uboat.net.   [2008-11-04].
22. ↑  Compton-Hall，第235頁.
23. 1 2  Stern，第25頁.
24. ↑  Erwin Sieche. . "Austro-Hungarian Warships In Photographs, Vol. 2. 1896-1918".   [2010-02-08]. （原始内容存档于2018-10-18）.
25. ↑  Compton-Hall，第240頁.
26. ↑  Kludas，第18頁.
27. ↑  Helgason, Guðmundur. . German and Austrian U-boats of World War I - Kaiserliche Marine - Uboat.net.   [2022-03-12].
28. ↑  Helgason, Guðmundur. . German and Austrian U-boats of World War I - Kaiserliche Marine - Uboat.net.   [2015-01-26].